# Moser (cristalería)

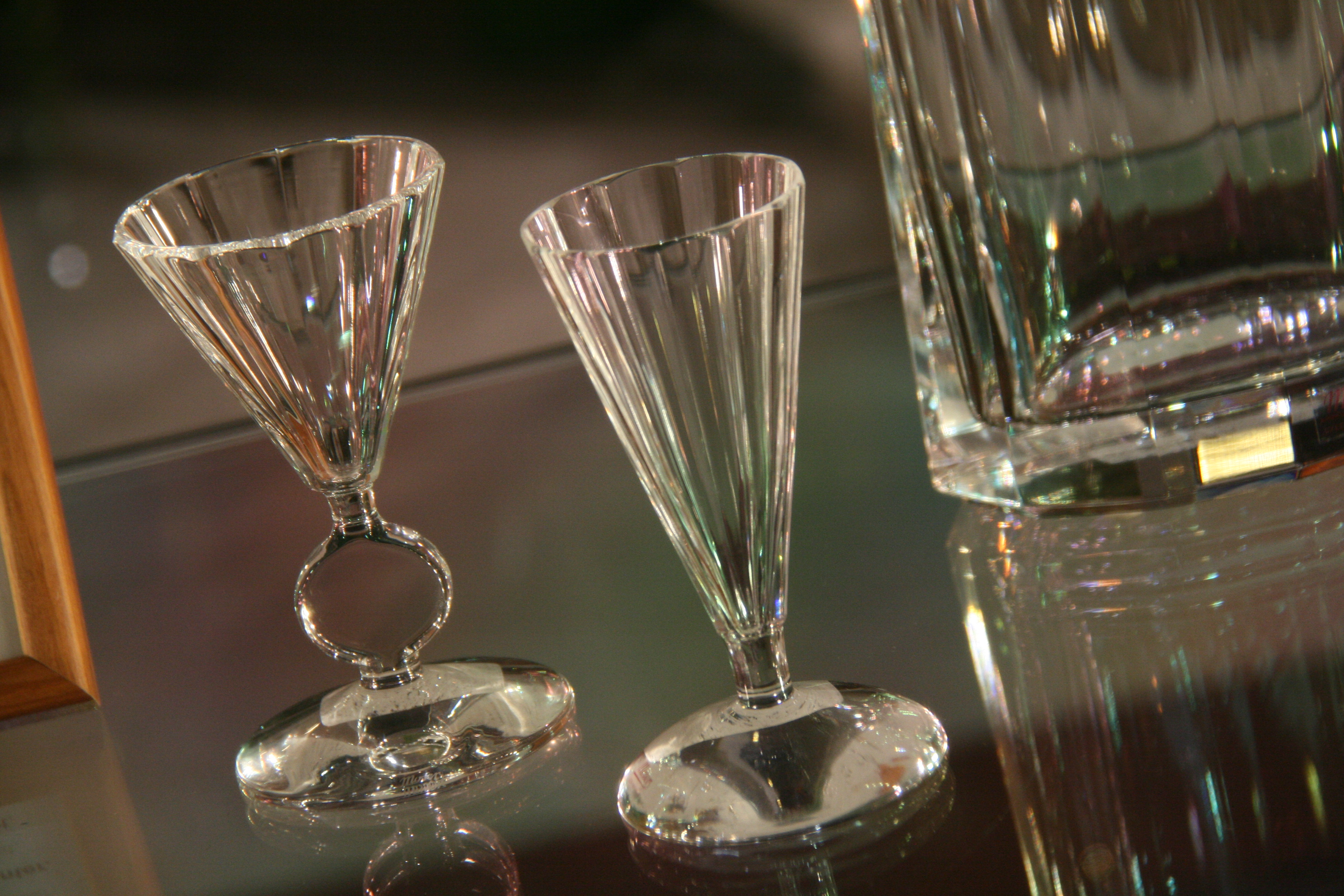
Vasos de la factoría.

Moser (conocida también como Moser a.s. y antiguamente Ludwig Moser & Soehne) es una compañía de cristal de lujo famosa por la elaboración de vasos, jarras, ceniceros y demás objetos de vidrio de lujo. Se encuentra radicada en la República Checa concretamente en Karlovy Vary (localidad denominada también como Karlsbad en la región de Bohemia). Se trata de una marca que posee tradición de más de un siglo en la elaboración de objetos de vidrio de lujo y de alta calidad, siendo proveedor oficial de varias casas reales y palacios de Europa.
Moser comenzó a tallar vidrios en el año 1857 denominándose Ludwig Moser & Söhne, pronto se popularizó entre la realeza europea con el eslogan: «vidrio de reyes - rey de vidrios». Tras los años de éxito en el siglo XIX en diversos certámenes internacionales, posteriormente durante el siglo XX la compañía sufre diversos cierres y traspasos. Pese a todo la compañía permaneció siempre entre las compañías cristaleras de mayor relive en Bohemia.

## Historia

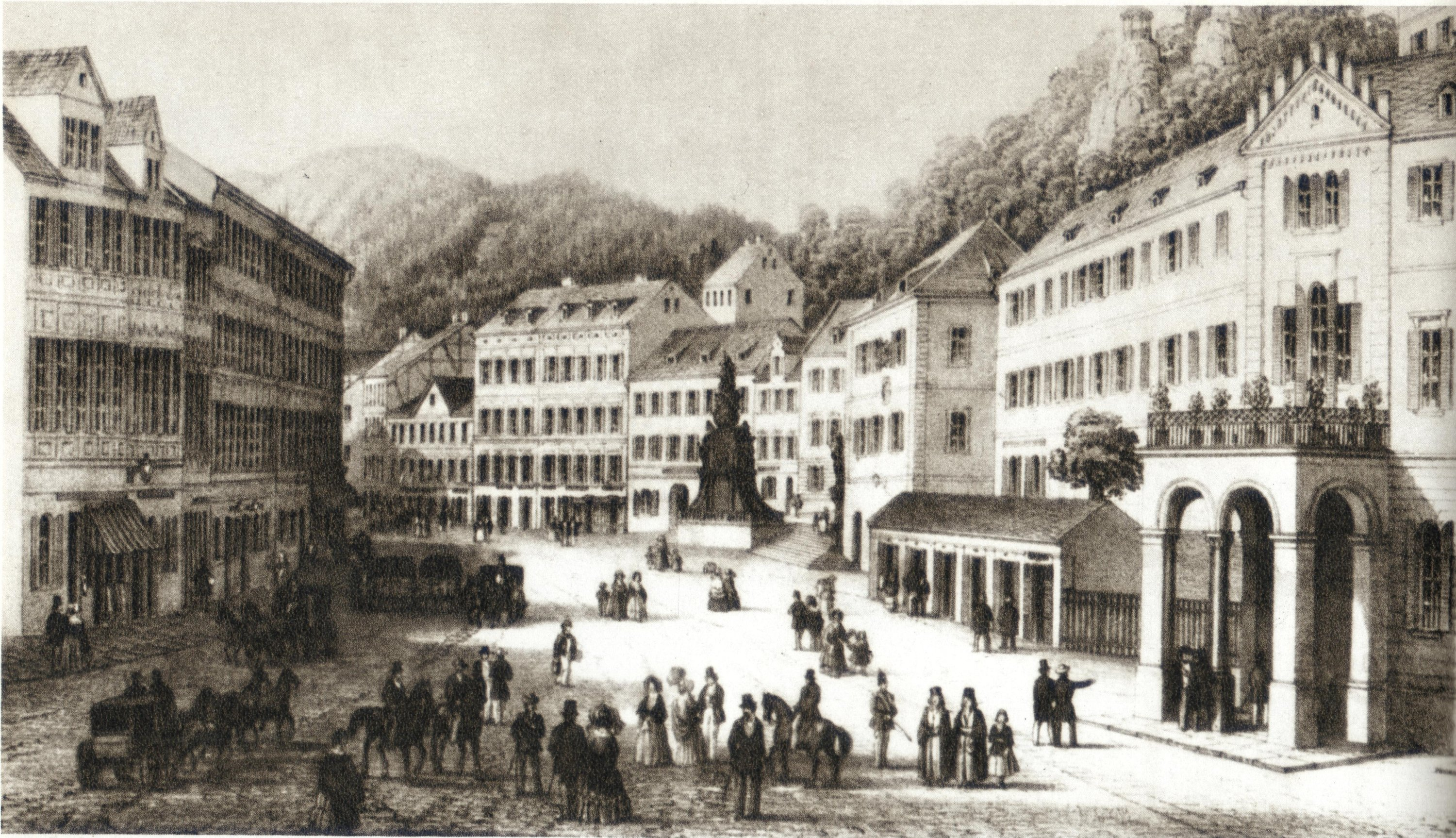
Mercado en Karlovy Vary.

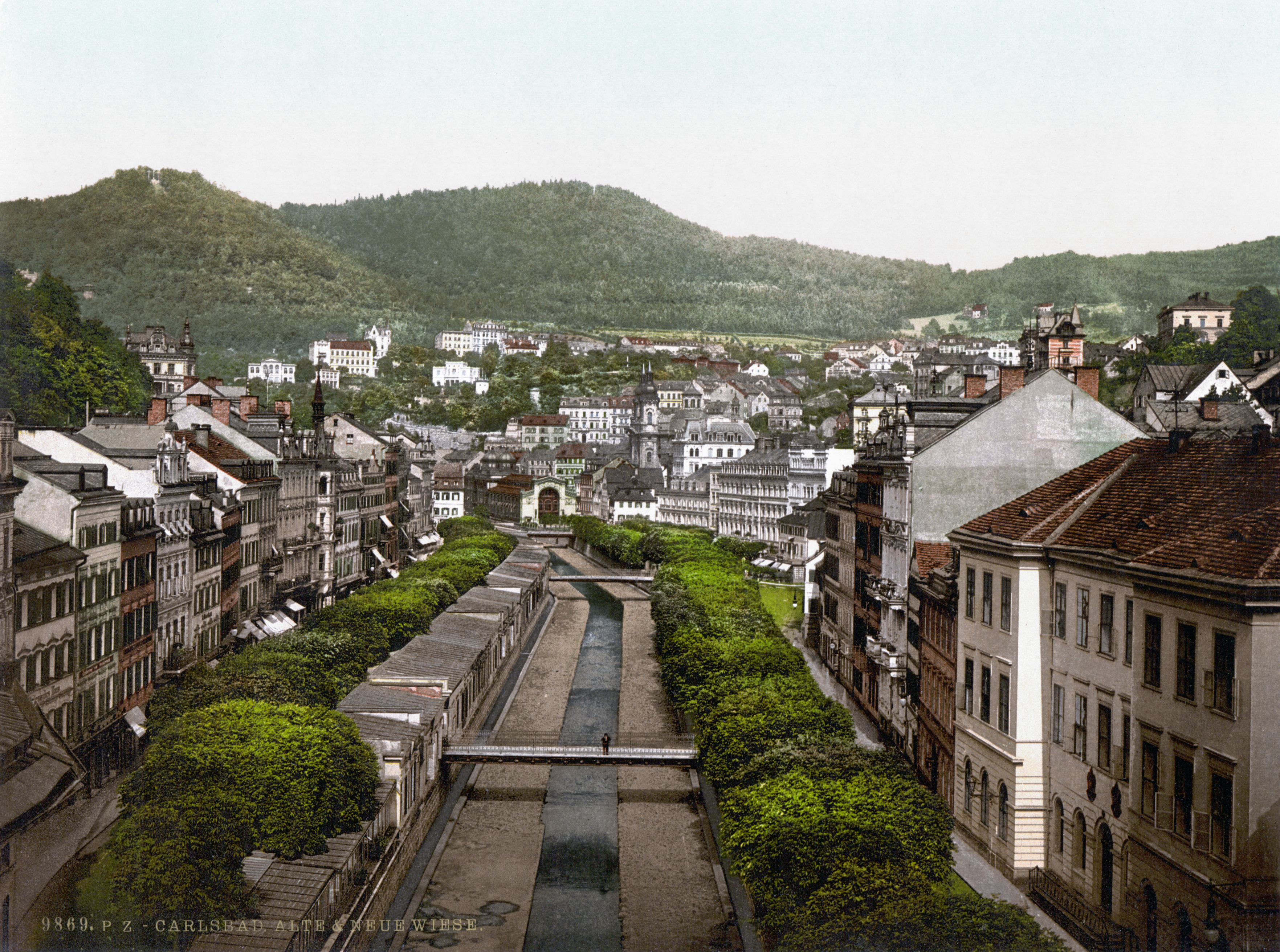
Karlovy Vary (Karlsbad) en 1900.

En 1857 el alemán de ascendencia judía Ludwig Moser (1833-1916) se establece en la localidad de los balnearios de Karlovy Vary (en Bohemia occidental). Inicialmente L. Moser realizó tareas de pulimiento y tallano de vidrios en una pequeña tienda de la ciudad, posteriormente diseñando y elaborando diversos productos de vidrio va aumentando su clientela. En esta primera etapa los productos que obtenía en crudo, procedían de compañías como: Loetz, Meyr's Neffe y Harrachov y posteriormente eran trabajadas convenientemente. En el año 1873 Ludwig Moser obtuvo un premio por un vaso en la Exhibición Internacional de Viena. Este premio supuso que Moser penetrara en el mercado con mayor fuerza estableciendo una factoría en Meierhofen en 1893 con el objeto de crear el vidrio desde su inicial proceso de elaboración. En este año la factoría alcanza a cantidad de cuatrocientos empleados y se denomina Karlsbaderglasindustrie Gesellschaft Ludwig Moser & Söhne. Los hijos de Ludwig (Gustav y Rudolf) comienzan a trabajar en la compañía. 

### Fama y premios iniciales
En 1904 la compañía adquiere la garantía de proveedor oficial de la corte imperial de Austria y cuatro años después de la casa real de Eduardo VII del Reino Unido. En 1915 la compañía exhibe sus trabajos en la Exposición Internacional de Panamá–Pacífico y en ella gana una medalla. En la exhibición Louis Comfort Tiffany y Charles Tuthill quedaron impresionados por los trabajos coloridos y luminosos de los cristales. En esta época comienza a desarrollar piezas de estilo Art Nouveau y a elaborar vidrios de Cameo. Comienza a aplicar la técnica de Eckentiefgravur al tallado de los vidrios que consiste en la impresión mediante talla dulce de diversos motivos florales. Aplica igualmente tallados similares a los aplicados a la alexandrita. En 1915 elabora una cristalería de mesa al rey de España Alfonso XIII. Tras la muerte de Ludwig en 1916, el hijo Leo Moser toma las riendas de la compañía y lanza a la firma a los más altos niveles de reconocimiento, ya en 1925 gana el premio de la Exhibición Internacional de París en Artes Decorativas. En 1927 comienza a abrir tiendas en Praga.

### Declive de la compañía
La adquisición de Meyr's Neffe en 1922 de la compañía Moser abre una conexión de la empresa cristalera con la Wiener Werkstätte de la mano de Josef Hoffmann y Dagobert Peche. La depresión de los años 1930 afecta a la compañía reduciendo sus ventas y esto causa que la producción se vea afectada. Ya en 1938 Leo Moser vende sus acciones de la compañía. Años después la ciudad de Karlovy Vary es ocupada por la Alemania nazi y la familia se ve obligada a huir debido a la oleada de antisemitismo. Durante el periodo comunista la compañía es nacionalizada y mantiene su producción.

### Actualidad
La lenta recuperación de las ventas y el mantenimiento de los criterios de calidad hicieron que a finales del siglo XX la compañía tuviera un resurgimiento. En el año 1982 Oldrich Lippa crea el Studio Moser que se dedica a producir piezas de mucha calidad en ediciones limitadas, el estudio se dedica igualmente a investigación en el desarrollo de nuevos vidrios. La compañía abre un museo de vidrios en la ciudad de Karlovy Vary (en checo: Sklářské muzeum Moser) en el que ofrece más de dos mil piezas únicas a lo largo de la historia de la compañía.

## Cristal de Reyes, Rey de los Cristales
El famoso eslogan de la compañía (King of Glass, Glass of Kings en inglés) se hizo muy popular a comienzos del siglo XX. El propio eslogan nace cuando empieza a proveer de cristalería de mesa a la corte del emperador de Austria así como a la casa real de Eduardo VII. Entre sus clientes se encuentra Alfonso XIII, el papa Pío XI, el sultán turco Abdul Hamid II.

## Características
Desde los comienzos Ludwig Moser desarrolló un sistema de elaboración de piezas de vidrio libres de contenidos de óxido de plomo. De esta forma la cristalería Moser se caracterizó desde el principio vidrios libres de plomo. Los cristales de plomo son más resistentes, aunque menos ecológicos. Los vidrios Moser incluyen potasio y óxido de calcio e igualan resistencia y propiedades mecánicas a aquellos que no lo poseen. 